# Rod en Todd Flanders
Rodney "Rod" Flanders en Todd Flanders zijn twee fictieve personages uit de animatieserie The Simpsons. Ze zijn de zonen van Ned en Maude Flanders.

## Achtergrond
Rod en Todd zijn net als hun ouders zeer religieus. Ze houden ervan om naar de kerk te gaan en religieuze tekenfilms te kijken of religieuze bordspellen te spelen.
Rod en Todd mogen van hun ouders nooit voedsel met suiker hebben, uit angst dat dit hen agressief zal maken. Ze zijn ook heel bang voor insecten, iets dat ze waarschijnlijk van hun vader hebben geërfd.
In eerdere afleveringen leken Rod en Todd op de school van Springfield te zitten, maar in latere afleveringen wordt beweerd dat ze thuis les krijgen.

## Rod Flanders
Rods stem wordt gedaan door Pamela Hayden. Rod bidt vaak. Bidden is het eerste wat hij doet als hij opstaat, en het laatste dat hij doet voor hij naar bed gaat. Verder houdt Rod ervan om veel nacho's te eten op de "Flanders-manier" (komkommers met kaas). Zijn favoriete muzieknummer is "Bringing in the Sheaves", gevolgd door "Noah and the Arky-arky" en "I've got the joy, joy, joy, joy down in my heart". Rod heeft diabetes.

## Todd Flanders
Todds stem wordt gedaan door Nancy Cartwright. Todd is de jongste van het gezin. Wanneer hij een scheldwoord hoort, begint hij spontaan zelf scheldwoorden te gebruiken. Iedere keer als Todd in aanraking komt met iets van buiten zijn familie en hun vroomheid, gaat hij zich asociaal gedragen. Het is helemaal duidelijk waar dit gedrag vandaan komt.

## Leeftijd
Er is enige onzekerheid welke broer de oudste is, en wat hun echte leeftijd is. In "Dead Putting Society" maakte de commentator van een golftoernooi bekend dat Todd 10 jaar oud is. In de aflevering Bart Sells His Soul vieren de Flanders Rods 10e verjaardag, wat suggereert dat de twee even oud zijn.
Aangezien Rod iets groter is dan Todd lijkt het aannemelijk dat Rod de oudste van de twee is. Zowel Rod als Todd zijn geboren voor Lisa, die zelf acht jaar oud is. Todd lijkt even oud te zijn als Bart (die tien is). Dit suggereert dat de twee Flanderskinderen iets ouder zijn dan de Simpsonskinderen. In de aflevering My sister, my sitter blijkt Rod twee jaar ouder te zijn dan Todd.
Ondanks deze tegenstrijdigheden meldt de Simpsons’ officiële website dat Todd de jongste is.
Homer Simpson · Marge Simpson · Bart Simpson · Lisa Simpson · Maggie Simpson · Abraham Simpson · Patty en Selma Bouvier · Jacqueline Bouvier · Mona Simpson · Santa's Little Helper · Snowball II · Familie Bouvier
Jasper Beardley · Comic Book Guy · Eddie en Lou · Maude Flanders · Ned Flanders · Professor Frink · Barney Gumble · Julius Hibbert · Lionel Hutz · Eerwaarde Lovejoy · Kapitein Horatio McCallister · Hans Moleman · Bleeding Gums Murphy · Apu Nahasapeemapetilon · Mayor Joe Quimby · Dr. Nick Riviera · Agnes Skinner · Cletus Spuckler · Squeaky Voiced Teen · Disco Stu · Moe Szyslak · Kirk Van Houten · Luann Van Houten · Chief Clancy Wiggum
Gary Chalmers · Rod en Todd Flanders · Jimbo Jones · Kearney · Edna Krabappel · Otto Mann · Nelson Muntz · Martin Prince · Seymour Skinner · Milhouse Van Houten · Ralph Wiggum · Groundskeeper Willie · andere studenten
Montgomery Burns · Carl Carlson · Lenny Leonard · Waylon Smithers
Itchy en Scratchy · Kent Brockman · Krusty de Clown · Troy McClure · Rainier Wolfcastle · Radioactive Man
Snake · Kang & Kodos · Sideshow Bob · Fat Tony
Treehouse of Horror
Bart vs. the World · Bart Simpson's Escape from Camp Deadly · The Simpsons Arcadespel · Bart vs. the Space Mutants · Bart's House of Weirdness ·Bart vs. The Juggernauts · Krusty's Fun House · Bartman Meets Radioactive Man · Bart's Nightmare · The Itchy and Scratchy Game · Virtual Bart · Bart and the Beanstalk · Itchy & Scratchy in Miniature Golf Madness · Cartoon Studio · Virtual Springfield · Night of the Living Treehouse of Horror · Bowling · Wrestling · Road Rage · Skateboarding · Hit & Run · The Simpsons Game · The Simpsons: Tapped Out
The Simpsons · The Simpsons Pinball Party
Strips: Simpsons Comics · Bart Simpson serie · Itchy & Scratchy Comics · Bart Simpson's Treehouse of Horror · Futurama/Simpsons Infinitely Secret Crossover Crisis
Tijdschrift: Simpsons Illustrated
Boeken: Bart Simpson's Guide to Life · Family Album · Library of Wisdom · Complete Guides · Planet Simpson · The Simpsons and Philosophy
Actiefiguurtjes: World of Springfield
The Simpsons Movie
Bankgrap ·
Canyonero · 
D'oh! · 
Duff Beer · 
Schoolbordgrap · 